# Los ojos de Judas
Los ojos de Judas es un cuento del escritor peruano Abraham Valdelomar, que forma parte del grupo de los llamados “cuentos criollos” o “neo-criollos” ambientados en Pisco, durante la niñez del autor. Escrito hacia 1912-1913, fue publicado por primera vez en el diario limeño La Opinión Nacional, el 1 de octubre de 1914. La crítica lo considera como uno de los cuentos más logrados de la literatura peruana.

## Historia de su publicación

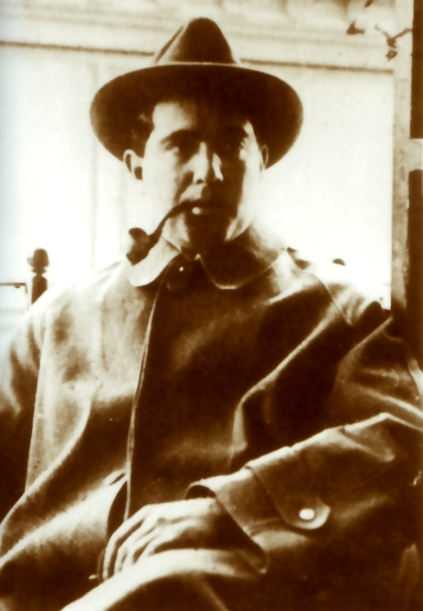
Abraham Valdelomar en Roma, 1914.

Valdelomar ya tenía escrito el cuento antes de partir a Italia en 1913, tal como se desprende de la información consignada en la correspondencia que sostuvo entonces con su madre, la Sra. Carolina Pinto de Valdelomar, y con su amigo, el poeta Enrique Bustamante y Ballivián.
En una de las cartas que envía a su madre, dice textualmente lo siguiente:

“…el primer libro que publicaré pronto será un libro con tres novelitas cortas en que todo pasa en Pisco, pero me he olvidado algunos detalles. Son tres novelitas, Los ojos de Judas, que escribí en Lima, El buque negro, en el que verás cosas que te son conocidas de Pisco, y también El vuelo de los cóndores.

En una carta que dirigió a su amigo, el poeta Enrique Bustamante y Ballivián, le dijo lo siguiente:

"He conseguido que Ollendorff me edite un libro que por ahora termino; es un libro de cuentos de sabor peruano, entre los cuales está Los ojos de Judas que ya Ud. conoce; hay además, El buque negro, El vuelo de los cóndores y El ciego. Estos formarán mi primer libro".

El proyectado “libro de cuentos criollos” con el título tentativo de “La aldea encantada” y que debía incluir Los ojos de Judas, no pudo ser editado entonces. El cuento apareció, como ya dijimos, publicado en octubre de 1914 en el diario limeño La Opinión Nacional. Luego fue incluido en el libro de cuentos de carácter misceláneo, editado por el mismo autor: El caballero Carmelo (Lima, 1918).

## Argumento
El narrador cuenta un episodio terrible que presenció durante su niñez en Pisco, en una noche de Sábado de Gloria (Semana Santa): el rescate del cadáver de una mujer ahogada en el mar, teniendo como fondo tétrico la quema de un muñeco que representaba al apóstol Judas en una plazoleta cercana al mar.

## Sinopsis

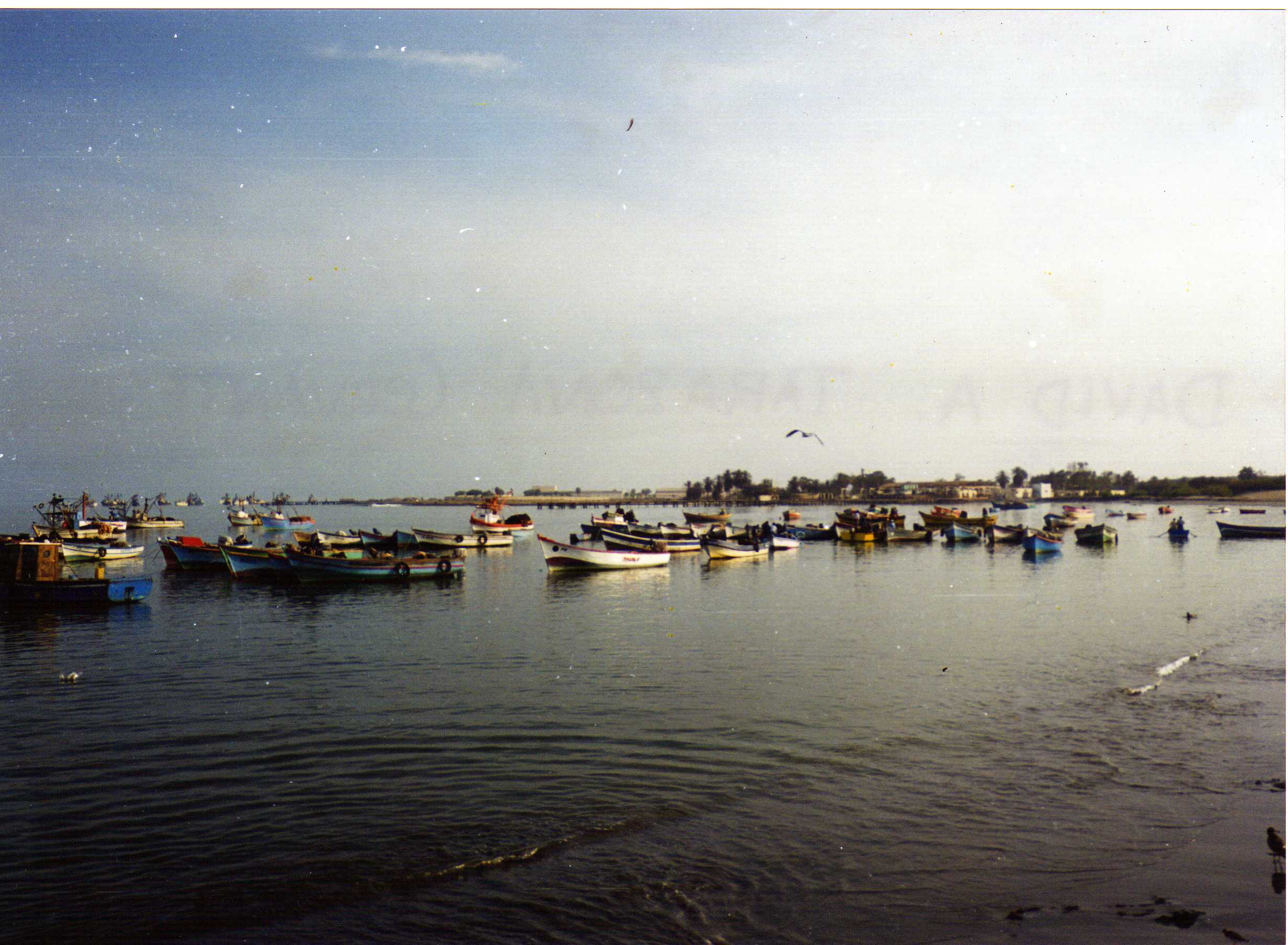
Pisco Playa, uno de los escenarios de los cuentos criollos de Valdelomar.

El narrador empieza describiendo al puerto de Pisco como una mansa aldea, de gran belleza. Menciona también  a sus padres: su papá trabajaba en la Aduana recibiendo a los barcos, y su madre se dedicaba al hogar; a veces su papá por su trabajo llegaba muy tarde a casa. En una ocasión despertó de madrugada y escuchó a sus padres que hablaban sobre una pareja que había tenido problemas. Mencionaban a una señora Luisa, que por salvar a su hijo había delatado a su esposo Fernando, buscado por la justicia como sospechoso del asesinato de un tal Kerr. Dicha señora perdió tanto a su esposo, que fue encarcelado, como a su hijo, que le fue arrebatado. Abraham se sintió asustado, rezó una oración y volvió a dormirse. Al día siguiente fue a dar un paseo a la playa; de pronto se sintió algo raro y se echó a tomar una siesta; en ese trance vio a una mujer vestida de blanco que se acercaba, pero no pudo distinguir más porque se quedó dormido. Al despertar, pensó en la imagen de la mujer pero no vio nada, solo notó unas huellas de pisadas en la arena. Pensativo y temeroso, decidió volver a casa y cuando metió la mano a su bolsillo halló una medalla de plata de la Virgen Purísima.  Imaginó que posiblemente la mujer misteriosa lo había colocado allí mientras dormía. Cavilando en ello volvió a casa, pero no comentó a nadie lo sucedido. Al día siguiente, que era martes de Semana Santa, regresó al mismo lugar de la playa y a la misma hora. De pronto vio la misma silueta de mujer nuevamente acercarse; sintió miedo y quiso retirarse, pero se contuvo. Era una señora blanca, vestida de blanco y de mirada apacible, a quien saludó con mucha cortesía. Conversaron. La mujer le preguntó si le gustaba el mar, a lo que Abraham respondió afirmativamente, agregando que venía todas las tardes. “¿Y te quedas dormido?” inquirió la mujer, por lo que Abraham le preguntó inquieto si ella había venido el día anterior. La mujer dijo que no, comentándole que cuando los niños eran buenos y se dormían a la orilla del mar, un ángel les regalaba una medalla. Abraham sonrió incrédulo. Cogidos de la mano, y amigablemente, retornaron a la población donde vieron que en una plazuela unos hombres preparaban una especie de torre de cañas. La mujer preguntó a Abraham qué hacían aquellos hombres y él respondió que preparaban el castillo donde quemarían la efigie de Judas el sábado de gloria. La mujer le preguntó si sabía por qué lo quemaban y Abraham respondió que por traicionar al Señor Jesús, y ante la pregunta de que si no le daba pena, respondió que no. Finalmente la mujer le preguntó si sería capaz de perdonar a Judas, a lo que Abraham respondió muy convencido de que nunca, aduciendo que Dios se molestaría  con él si lo hacía. Luego se separaron del camino y Abraham retornó a casa. Era martes de Semana Santa, y el resto de la semana Abraham no volvió a la playa, pero cuando llegó el Sábado de gloria, fue a dar su paseo habitual de la tarde. Al pasar por la plazuela vio que ya habían colocado al muñeco de Judas; le llamó la atención sus ojos enormes, blancos e iracundos con que lo habían representado. Ya en la playa se encontró de nuevo con la señora blanca; esta vez la vio muy pálida. Hablaron largo rato. La mujer volvió  a preguntarle si perdonaría a Judas, a lo que Abraham respondió con su persistente negativa. También le dijo que vendría esa noche a ver la quema de Judas y le pidió que recordara bien su rostro para que la reconociera.  Luego le preguntó hacia dónde miraban los ojos de Judas. Un tanto extrañado por tal plática, Abraham  le respondió que miraban hacia el mar. Fueron juntos hacia la plazuela y pasaron cerca del Judas. La señora le volvió a preguntar hacia donde miraban sus ojos. “Al mar, bien lejos”,  respondió Abraham. Allí se despidieron y ella le dio un beso muy largo en la frente.  Al volver a casa, ya de noche, Abraham encontró a su madre muy intranquila pues su papá se había quedado en el trabajo despachando a un buque. Abraham le preguntó si irían a ver la quema de Judas, a lo que respondió la madre que lo harían solo si su papá volvía pronto. Enseguida se pusieron a orar “por los caminantes, navegantes cautivos cristianos y encarcelados”. De pronto oyeron un alboroto en la calle y una voz que gritaba avisando un naufragio. Salieron entonces corriendo hacia la playa, y en el trayecto se encontraron con el papá, quien dijo que seguramente había encallado el buque que había despachado hacía una hora. Algunos pobladores tenían linternas y farolillos y auscultaban el mar; vieron que extrañamente el buque parecía alejarse. Luego de un rato la muchedumbre se disolvió, y todos fueron a ver la quema de Judas. Abraham y su padre hicieron lo mismo, pero la madre prefirió volver a casa. Un hombre prendió la fogata y comenzó la larga y aterradora  escena. Abraham contempló algo asustado como los ojos de Judas se tornaban rojos y amenazadores. De pronto se oyó una voz fuerte anunciando que se había divisado a un ahogado. En efecto, se vio como las olas arrastraban un cuerpo; algunos se lanzaron al mar y lo trajeron a la orilla. Como la luz de los faroles no era suficiente para reconocer al cadáver, lo llevaron ante los pies de Judas, que aún ardía. Todo el pueblo se congregó a observar. Abraham y su papá se abrieron paso entre la multitud y llegaron cerca del cuerpo. Era el de una mujer semidesnuda, con las ropas destrozadas y el rostro cubierto con sus cabellos desgreñados. Uno de los curiosos le descubrió la cara. Fue entonces cuando Abraham tuvo la más horrible sensación de toda su vida al reconocer a la mujer:  «¡Papá, papá, es la señora blanca! ¡La señora blanca, papá!...», gritó con terror. Le pareció entonces ver que Judas ponía sus ojos fieros sobre él y dio un segundo grito más fuerte y terrible: «¡Sí, perdono a Judas, señora blanca, sí lo perdono!...» Su padre lo abrazó fuertemente y se lo llevó a casa, mientras el niño veía por última vez los terribles ojos de Judas que le miraban sangrientos y acusadores. Queda por sobreentendido que aquella señora blanca no era sino la misma señora Luisa, cuya tragedia familiar había escuchado Abraham días antes de boca de sus padres. Indirectamente había tratado de pedir perdón al pequeño Abraham, quien tardíamente se lo concedía.

## Estructura
El cuento está dividido en seis secciones o capítulos cortos, numerado con dígitos romanos y de extensión muy variable. El más largo es el último capítulo. 
A continuación, un resumen por capítulos del cuento:
I.- El narrador, es decir, Abraham, empieza rememorando su infancia en el puerto de Pisco, cuyas imágenes pinta con trazos nostálgicos y de triste dulzura. Cuenta además cómo se levantaba temprano, tomaba el desayuno y se iba a la escuela. Volvía a casa al mediodía y en el trayecto se distraía paseando por la orilla del mar, recogiendo conchas y otros objetos.
II.- El narrador describe a sus padres. Su padre trabajaba en la aduana y volvía a casa al atardecer pero a veces retornaba muy tarde, pues debía quedarse a recibir las embarcaciones que llegaban al puerto. Luego cuenta cómo su madre lo llevaba a él y a su hermanita a la orilla a ver la puesta del sol. A esa hora ocurría en el muelle lo que llamaban la “procesión de las luces”: un marinero llegaba conduciendo un carro lleno de faroles, los cuales iba colocando en los postes del muelle. Luego la familia retornaba al hogar donde les esperaba la cena servida por la criada.
III.- Una noche el padre tuvo que volver tarde. Abraham recordaba que en aquella ocasión despertó sobresaltado, como a las dos de la madrugada, y escuchó a sus padres que hablaban sobre la tragedia familiar de una señora llamada Luisa. Abraham se sintió asustado y rezó por aquellas personas; luego se volvió a dormir.
IV.- Al día siguiente Abraham se fue a caminar por la orilla del mar, tal como era su costumbre habitual,  pero esta vez se alejó más, yendo por el camino que iba hacia el sur, hacia la aldea de San Andrés de los pescadores. De pronto le sobrevino un sopor, por lo que se acostó en la arena, y en eso vio la silueta de una mujer que se acercaba pero no vio más pues se quedó dormido. 
V.- Al despertar Abraham se levantó y regresó a casa. Al día siguiente  retornó a la playa y vio de nuevo a la mujer, quien era muy blanca y hablaba con mucha dulzura y bondad. Conversaron largo rato. Cogidos de la mano, y amigablemente, retornaron a la población donde vieron que unos hombres preparaban el castillo de la quema de Judas.  La mujer preguntó a Abraham, si él perdonaría a Judas. Abraham contestó que nunca; luego la mujer lo besó en la frente y se despidió.
VI.- Durante el resto de la semana Abraham no volvió a la playa. Pero al llegar al día Sábado de Gloria, salió a dar su habitual paseo por la tarde. Se encontró otra vez con la mujer, quien de nuevo le preguntó si perdonaba a Judas. Abraham reiteró su negativa. Luego la mujer se despidió, no sin antes decirle que vendría a ver la quema de Judas y que recordara bien su rostro para que lo reconociera. Abraham volvió a casa, ya entrada la noche, y de pronto oyó ruidos en la calle y unas voces que alertaban un naufragio.  Todos fueron a la carrera a la playa. Efectivamente, un buque había naufragado. Luego de un rato la muchedumbre se disolvió y todos fueron a la plaza para ver la quema de Judas. Abraham y su papá hicieron lo mismo. De pronto una voz alertó desde la playa: «¡Un ahogado! ¡Un ahogado!» A los pocos minutos el cadáver de una mujer era sacado del mar y llevado a la plaza. A la luz de la hoguera Abraham reconoció a la señora blanca y dio un grito de terror, diciendo que si perdonaba a Judas. El padre cargó a Abraham y se lo llevó, mientras el niño veía por última vez los ojos de Judas, que parecían mirarle amenazadores. 

## Personajes

### Principales
- El niño narrador, es decir Abraham Valdelomar, quien relata un episodio aterrador que vivió en su lejana niñez ambientada en Pisco. Iba por entonces a la escuela del puerto, situada cerca de su casa y solía pasearse por la orilla del mar, tanto en el trayecto de ida como en el de vuelta.
- La señora blanca, una mujer muy blanca, vestida de blanco, con la que Abraham se encuentra en la playa reiteradamente, y con quien conversa largo rato. Era una señora que hablaba con mucha dulzura y parecía atormentada por alguna tristeza oculta. Su identidad la desconocía Abraham pero luego su cadáver aparece en el mar empujado por las olas, siendo visto por todo el pueblo. Aunque el relato no lo dice de manera explícita, se trataría de la señora Luisa, que poco antes había protagonizado un escándalo en el puerto: por salvar a su hijo había delatado a su esposo Fernando, buscado por la justicia como sospechoso de un asesinato; al final perdió tanto a su esposo, que fue encarcelado, como a su hijo, que le fue arrebatado..............

### Secundarios
- El padre, que era empleado en la Aduana y quien, físicamente “tenía un hermoso tipo moreno. Faz tranquila, brillante mirada, bigote pródigo”. Se levantaba temprano a trabajar y volvía a casa al atardecer, aunque a veces debía quedarse hasta muy tarde en el trabajo, para despachar o esperar  a algún barco.
- La madre, ama de casa, a quien se la describe como “dulcemente triste”. Se preocupaba mucho por su familia y solía inquietarse cuando su esposo tardaba de volver del trabajo. Muy devota, solía orar ante una imagen de la Virgen María.
- La hermanita menor. No se menciona su nombre. Tampoco se mencionan a otros hermanos.
- La criada del hogar.
- La gente del pueblo. Se mencionan a los marineros, los trabajadores del muelle, los cargadores de la Estación, y el resto de los vecinos del puerto, quienes asisten en masa a la quema de Judas.

## Escenarios
La acción transcurre en el puerto de Pisco. Los escenarios son: 
- La casa de la familia de Abraham, frente al mar.
- El muelle o embarcadero.
- La playa
- La plazoleta del Castillo, una de las tres plazas de Pisco, donde se realizaba la quema del muñeco de Judas, durante el Sábado de Semana Santa.

## Ficción y realidad
El relato, como ya queda dicho, es autobiográfico. Los escenarios, la casa de la familia en Pisco Playa, los paseos del niño Abraham por la orilla del mar en su trayecto hacia la escuela del puerto, la costumbre de Semana Santa de quemar a un muñeco de Judas en la plaza, el trajín habitual en el muelle, el naufragio ocasional de algún buque, todo ello es verídico. Suponemos también que la historia trágica de la señora Luisa debe tener algún fondo de realidad, tal vez fue fruto de unos rumores que corrieron en el puerto a fines del siglo XIX, y que Abraham recordaba aunque ya distorsionados por el paso del tiempo. Pero es indudable que el relato tiene una fuerte dosis de fantasía, tal como el mismo autor lo confiesa a su madre en una de sus cartas que conservamos, fechada en 1913. 
Al comenzar el cuento el narrador dice:

“El puerto de Pisco aparece en mis recuerdos como una mansísima aldea, cuya belleza serena y extraña acrecentaba el mar… En el puerto yo lo amaba todo y todo lo recuerdo porque allí todo era bello y memorable. Tenía nueve años, empezaba el camino sinuoso de la vida, y estas primeras visiones de las cosas, que no se borran nunca, marcaron de manera tan dulcemente dolorosa y fantástica el recuerdo de mis primeros años que así formóse el fondo de mi vida triste.”

Aunque Valdelomar afirma explícitamente que en ese entonces tenía 9 años, en realidad debía estar por cumplir 11 años, si tenemos en cuenta la costumbre del escritor de quitarse 2 años de edad. Podemos pues, fechar tentativamente el relato en la Semana Santa de 1898 o 1899. Por entonces, eran cinco los hermanos que formaban el hogar de los Valdelomar: Rosa, Abraham, Jesús, Héctor y María. Los mayores, José y Roberto, trabajaban fuera de Pisco, y Anfiloquio se había trasladado a Lima en 1897, para cursar la secundaria en el Colegio Guadalupe. A comienzos de 1899, la familia se trasladó a Chincha.

## Análisis estilístico
En este relato se reconocen muchas de las características propias de los celebrados cuentos criollos del autor, de los que forma parte también El caballero Carmelo. Entre esas características están:
- El lenguaje claro y sencillo, ya alejado del artificio y cultismo extremo de la prosa modernista de las primeras obras del autor. Se enmarca dentro del llamado posmodernismo.

- Su marcado carácter autobiográfico y que hace que el relato sea una evocación muy vívida de sucesos ocurridos durante la niñez del autor.

- Tiene un manifiesto carácter nostálgico y evocador de un pasado ya lejano y perdido: el amor hogareño, la saludable infancia aldeana en medio de personas sencillas y laboriosas, teniendo como fondo un escenario situado entre el valle y el mar, describiendo la belleza de un paisaje a veces sereno, a veces tormentoso.[6]

## Análisis temático
Técnica y artísticamente, por la expresión y por el sentido, éste es sin duda uno de los cuentos más logrados y admirables de Valdelomar. El escritor mantiene el interés dosificando las informaciones, y mostrando de modo gradual el paso de la inocencia a la revelación de un niño de 9 años, en una atmósfera angustiosa. El nudo de la trama es la tragedia familiar de la “señora blanca”, quien ve un reflejo de su desdicha en la figura de Judas que simbólicamente es ajusticiado en la plaza pública en Semana Santa. La señora blanca ha querido salvar a su hijo sacrificando a su esposo, pero al final pierde a ambos. Del mismo modo Judas, ha cometido un acto de traición pero solo a cambio de eso es que puede ocurrir la Redención de la humanidad. El niño-narrador niega el perdón que, de modo indirecto, la mujer le estaba pidiendo cuando insistentemente le preguntaba si perdonaría a Judas. Cuando, al final del cuento consiente en dárselo, es ya tarde: la señora blanca, es ahora solo un cadáver sacado de entre las olas, del mismo punto del mar hacia donde miraban los ojos iracundos del muñeco de Judas que en eso momentos ardía en la plaza…

## Mensaje
El mensaje central que nos trasmite este cuento es muy sublime: frente a la creencia generalizada de que existen faltas o pecados que son imperdonables, nos enseña que no debemos ser recalcitrantes o reacios a perdonar, más aún cuando muchas veces las apariencias pueden engañarnos y que un acto aparentemente malo en realidad puede haber sido hecho en aras de un bien mayor. Si bien es cierto que el concepto del perdón proviene del cristianismo, el autor va más allá e incluso nos da entender que hasta el mismo traidor por antonomasia, Judas, merece una rehabilitación, pues su acto fue necesario para que se realizara la Redención de la humanidad.